# ILoveMakonnen
iLoveMakonnen, pseudonimo di Makonnen Kamali Sheran (Los Angeles, 12 aprile 1989), è un cantante, rapper e produttore discografico statunitense.
La sua ascesa alla fama è iniziata nel 2014, dopo che il rapper canadese Drake ha pubblicato un remix della sua canzone Tuesday.

## Biografia
Makonnen Kamali Sheran è nato il 12 aprile 1989 a South Los Angeles, in California, e prese il nome da Tafari Makonnen Woldemikael, il nome di nascita di Hailé Selassié. Suo padre è un immigrato di prima generazione del Belize che ha lavorato come elettricista, mentre sua madre era una estetista che ha lavorato nel settore bellezza per oltre 30 anni. In un'intervista ha dichiarato di avere origini afroamericane, indiane, irlandesi, belghe, tedesche e cinesi.
Cresciuto a Los Angeles, si è trasferito nella zona di Atlanta nel 2002 quando aveva 13 anni, a causa del divorzio dei suoi genitori, e ha assistito alla morte di un suo caro amico durante l'ultimo anno di liceo.
Sua nonna era una cantante d'opera, che ha influenzato la sua carriera musicale.

## Discografia

### EP
- 2014 – iLoveMakonnen
- 2015 – iLoveMakonnen 2
- 2017 – Fun Summer 17 Vol. 1
- 2018 – iLoveMakonnen X Ronny J (con Ronny J)
- 2018 – iLoveAmerica

### Mixtape
- 2011 – 3D
- 2011 – 4G
- 2011 – 5
- 2011 – 6
- 2011 – Holiday Special
- 2012 – LTE
- 2012 – A Trillion Light Years
- 2012 – Drink More Water
- 2013 – Drink More Water 2
- 2013 – 3 Suns
- 2014 – Drink More Water 3
- 2014 – Drink More Water 4
- 2015 – Drink More Water 5
- 2015 – Whip It Up (con Rich the Kid)
- 2016 – Drink More Water 6
- 2016 – Red Trap Dragon (con Danny Wolf)